# Film Music Live Festival
Film Music Live Festival är en svensk kortfilmsfestival med fokus på filmmusiken . Under festivalen visas ett antal kortfilmer, med nyskriven musik, som sedan framförs live av en orkester, samtidigt som filmerna visas. Efter att alla filmer visats, utser en jury pris för bästa film respektive musik, samt ett specialpris.
Tidigare upplagor av festivalen har skett på Kulturama i Stockholm (2018, då som Live Score Festival) och i Kungasalen på Kungliga Musikhögskolan (2019). På grund av Corona-pandemin ställdes 2020 års upplaga in.
Initiativtagare till festivalen är kompositören och musikern Daniel Engström & skådespelaren, regissören och manusförfattaren Urban Bergsten. Festivalen anordnas årligen av produktionsbolaget The Prod och den ideella föreningen Musiker Utan Gränser. Kompositören och producenten Simon Kölle har varit konferencier och ordförande för juryn båda åren.
Filmer från tidigare produktioner av Film Music Live Festival har haft vidare framgångar och vunnit diverse internationella priser. We Are Family  (regi: Jannike Grut, musik: Sofia Hallgren) som visades under festivalen 2018, har bland annat vunnit pris under LAFA (Los Angeles Film Awards) 2019 och Hjärterummet  (regi: Marina Svala Nyström, musik: Anton Berlin) som visades under festivalen 2019, finns att se på SVT Play. Båda dessa filmer vann pris för bästa musik under Film Music Live Festival 2018 respektive 2019. 